# Lahcen Chicha
Lahcen Ben Mohamed, més conegut com a Lahcen Chicha, (Taroudant, 25 de gener de 1935 - Kenitra, 3 de gener de 2021) fou un futbolista internacional marroquí que jugava com a davanter o migcampista. No s'ha de confondre amb Ahmed Ben Larbi Chicha, un altre internacional marroquí mort l'any 2021.

## Biografia
Lahcen Chicha va debutar a l'Union Sportive Marocaine, abans de traslladar-se al nord del Marroc, on va jugar al FC Moghreb, presidit per Cherif Halhoul. Esdevingut futbolista revelació, ràpidament es va unir al millor club del nord del Marroc, el Club Atlético Tetuán, que va participar en els campionats d'Espanya. Jugaria amb l'equip la temporada on disputaren la Primera divisió espanyola de futbol.
L'Atlètic de Tetuan desapareix després de la independència i Chicha es va incorporar al FUS Rabat, on va jugar amb Larbi Ben Barek, que aleshores era entrenador-jugador. Lahcen va acabar la seua carrera a l'Hassania d'Agadir, on va participar en la desafortunada final de la Copa del Marroc de 1962-1963, perduda pel HUS Agadir per 3 gols a 2 contra el KAC Marrakech, marcant el primer gol de l'encontre disputat el 24 d'abril de 1960 a l'Stade d'Honneur de Casablanca.